# Neotachina laticornis
Neotachina laticornis är en tvåvingeart som beskrevs av Malloch 1938. Neotachina laticornis ingår i släktet Neotachina och familjen parasitflugor. Inga underarter finns listade i Catalogue of Life.